# The Antarctic Sun
The Antarctic Sun (El Sol de la Antártida) es un periódico en línea e impreso semanal con «noticias sobre el Programa Antártico de los Estados Unidos, el hielo, y el pueblo». Está financiado por la Fundación Nacional para la Ciencia (contrato no. PRSS-0000373), y está escrito y publicado en la Base McMurdo, en la Antártida. El semanario ha estado cubriendo la ciencia de vanguardia para la Fundación Nacional para la Ciencia de cada verano austral desde 1996 hasta 1997.